# ژان پتی
ژان پتی (انگلیسی: Jean Petit؛ زادهٔ ۲۵ سپتامبر ۱۹۴۹) یک بازیکن فوتبال اهل فرانسه است.
از باشگاه‌هایی که در آن بازی کرده‌است می‌توان به باشگاه فوتبال موناکو و باشگاه فوتبال تولوز اشاره کرد.
وی همچنین در تیم ملی فوتبال زیر ۲۱ سال فرانسه و تیم ملی فوتبال فرانسه بازی کرده‌است.